# Waddington Range
Waddington Range är en bergskedja i Kanada. Den ligger i provinsen British Columbia, i den sydvästra delen av landet. Den högsta toppen i Waddington Range (Mount Waddington) ligger 4 019 meter över havet.
Trakten är nära nog obefolkad, med mindre än två invånare per kvadratkilometer..